# Монкада, Сальвадор
Сальвадор Монкада (исп. Salvador Moncada; род. 3 декабря 1944, Тегусигальпа, Гондурас) — британский врач и фармаколог гондурасского происхождения. Директор Вольфсонского института биомедицинских исследований при Лондонском университетском колледже.
Член Лондонского королевского общества (1988), иностранный член Национальной академии наук США (1994).

## Карьера
Открыл, что эндотелиальный фактор релаксации, обнаруженный Робертом Ферчготтом, — это оксид азота NO. Однако Монкада не попал в число трёх учёных, получивших Нобелевскую премию по физиологии и медицине в 1998 году за это открытие, что вызвало критику многими учёными и обществами Нобелевского комитета. Ферчготт в своей лекции при получении Нобелевской премии отметил, что в данном случае комитет мог бы сделать исключение и вручить премию четвёртому лауреату.

## Награды
- Премия принцессы Астурийской за технические и научные исследования (1990)
- Премия Хейнекена по медицине (1992)
- Королевская медаль (1994)
- Grand Prix Lefoulon-Delalande (2002) [8]
- Croonian Lecture[англ.] (2005)
- Дебреценская премия за молекулярную медицину[англ.] (2011)
- Золотая медаль Энрста Юнга по медицине[нем.] (2013)

## Семья
Сальвадор Монкада женат на журналистке принцессе Марии-Эсмеральде Бельгийской, имеет двоих детей.